# Istiklol Duszanbe
Istiklol Duszanbe (tadż. Клуби футболи «Истиқлол» Душанбе) – tadżycki klub piłkarski, mający siedzibę w stolicy kraju, Duszanbe.
Od 2009 występuje w Kahramonhoi Todżikiston.

## Historia
Chronologia nazw:
- 2007: Istiklol Duszanbe (ros. «Истиклол» Душанбе)

Piłkarski klub Istiklol został założony w miejscowości Duszanbe w listopadzie 2007 roku. Nazwa klubu jest podobna do nazwy jednego z najsilniejszych i najbardziej znanych klubów w Iranie i Azji - Esteghlal Teheran. Zarówno klub i ich fani mają przyjazne stosunki ze sobą oraz umowy o współpracy i wzajemnej pomocy. 
W 2008 zespół debiutował w rozgrywkach Pierwszej Ligi Tadżykistanu, zdobywając mistrzostwo i awans do Wyższej Ligi Tadżykistanu. W debiutowym 2009 sezonie zajął 4.miejsce w końcowej klasyfikacji. Pierwszy sukces przyszedł w 2009, kiedy to zespół zdobył Puchar Tadżykistanu, a w 2010 mistrzostwo. W sezonie 2011 debiutował w rozgrywkach pucharów azjatyckich. W następnym sezonie ponownie startował w rozgrywkach pucharów azjatyckich.

## Sukcesy

### Trofea międzynarodowe
| \| \| Zdobyte trofea w rozgrywkach międzynarodowych (stan na: 31-12-2015) \| |                                                                     |      |          |
| Rozgrywki                                                                    | Osiągnięcie                                                         | Razy | Sezon(y) |
| · Liga Mistrzów AFC                                                          | zdobywca                                                            | 0    |          |
| · Liga Mistrzów AFC                                                          | finalista                                                           | 0    |          |
| Puchar AFC                                                                   | zdobywca                                                            | 0    |          |
| Puchar AFC                                                                   | finalista                                                           | 1    | 2015     |
| Azjatycki Puchar Zdobywców                                                   | zdobywca                                                            | 0    |          |
| Azjatycki Puchar Zdobywców                                                   | finalista                                                           | 0    |          |
| Puchar Prezydenta AFC                                                        | zdobywca                                                            | 1    | 2012     |
| Puchar Prezydenta AFC                                                        | finalista                                                           | 0    |          |
| FIFA                                                                         | Zdobyte trofea w rozgrywkach międzynarodowych (stan na: 31-12-2015) |      |          |

### Trofea krajowe
Tadżykistan
| \| \| Zdobyte trofea w rozgrywkach Tadżykistanu (stan na: 27-04-2022) \| |                                                                 |      |                                                                              |
| Rozgrywki                                                                | Osiągnięcie                                                     | Razy | Sezon(y)                                                                     |
| Mistrzostwo                                                              | I miejsce                                                       | 13   | 2010, 2011, 2014, 2015, 2016, 2017, 2018, 2019, 2020, 2021, 2022, 2023, 2024 |
| Mistrzostwo                                                              | II miejsce                                                      | 1    | 2013                                                                         |
| Mistrzostwo                                                              | III miejsce                                                     | 1    | 2012                                                                         |
| Puchar                                                                   | zdobywca                                                        | 9    | 2009, 2010, 2013, 2014, 2015, 2016, 2018, 2019, 2022                         |
| Puchar                                                                   | finalista                                                       | 3    | 2011, 2012, 2017                                                             |
| Superpuchar                                                              | zdobywca                                                        | 11   | 2010, 2011, 2012, 2014, 2015, 2016, 2018, 2019, 2020, 2021, 2022             |
| Superpuchar                                                              | finalista                                                       | 1    | 2013                                                                         |
| II liga                                                                  | I miejsce                                                       | 1    | 2008                                                                         |
| II liga                                                                  | II miejsce                                                      | 0    |                                                                              |
| II liga                                                                  | III miejsce                                                     | 0    |                                                                              |
| Tadżykistan                                                              | Zdobyte trofea w rozgrywkach Tadżykistanu (stan na: 27-04-2022) |      |                                                                              |

- Puchar WNP:
  - ćwierćfinalista: 2011

## Stadion
Klub rozgrywa swoje mecze domowe na stadionie Pamir w Duszanbe, który może pomieścić 21 400 widzów.

## Piłkarze
| Nr | Poz. | Piłkarz               |
| -- | ---- | --------------------- |
| 1  | BR   | Nikola Stošić         |
| 2  | OB   | Siyovush Asrorov      |
| 3  | OB   | Sokhib Suvonkulov     |
| 5  | OB   | Jakhongir Jalilov     |
| 6  | OB   | Mehdi Chahjouyi       |
| 7  | PO   | Parvizdzhon Umarbayev |
| 8  | PO   | Nuriddin Davronov     |
| 9  | NA   | Jahongir Aliev        |
| 10 | NA   | Ołeksandr Kabłasz     |
| 11 | PO   | Akmal Kholmatov       |
| 12 | NA   | Amirdzhon Safarov     |

| Nr | Poz. | Piłkarz              |
| -- | ---- | -------------------- |
| 13 | PO   | Nozim Babadjanov     |
| 14 | PO   | Faridoon Sharipov    |
| 15 | OB   | Petro Kowalczuk      |
| 16 | BR   | Emomali Soniev       |
| 17 | NA   | Dilshod Vasiev       |
| 18 | PO   | Fathullo Fathullojew |
| 19 | OB   | Akhtam Nazarov       |
| 20 | OB   | Ziёvuddin Fuzaylov   |
| 26 | OB   | Davron Ergashev      |
| 35 | BR   | Kurban Boboev        |
| 63 | PO   | Manuczehr Dżalilow   |

## Trenerzy
- 2008–12.2008::  Kanat Latifow
- 12.2008–05.2010:  Salohiddin Gafurow
- 06.2010–03.2012:  Olimdżon Rafikow
- 04.2012–17.06.2013:  Nikola Kavazović
- 02.07.2013–12.2013:  Oleg Szirinbekow
- 13.01.2014–...:  Mubin Ergaszew